# الحملة الإيطالية والسويسرية

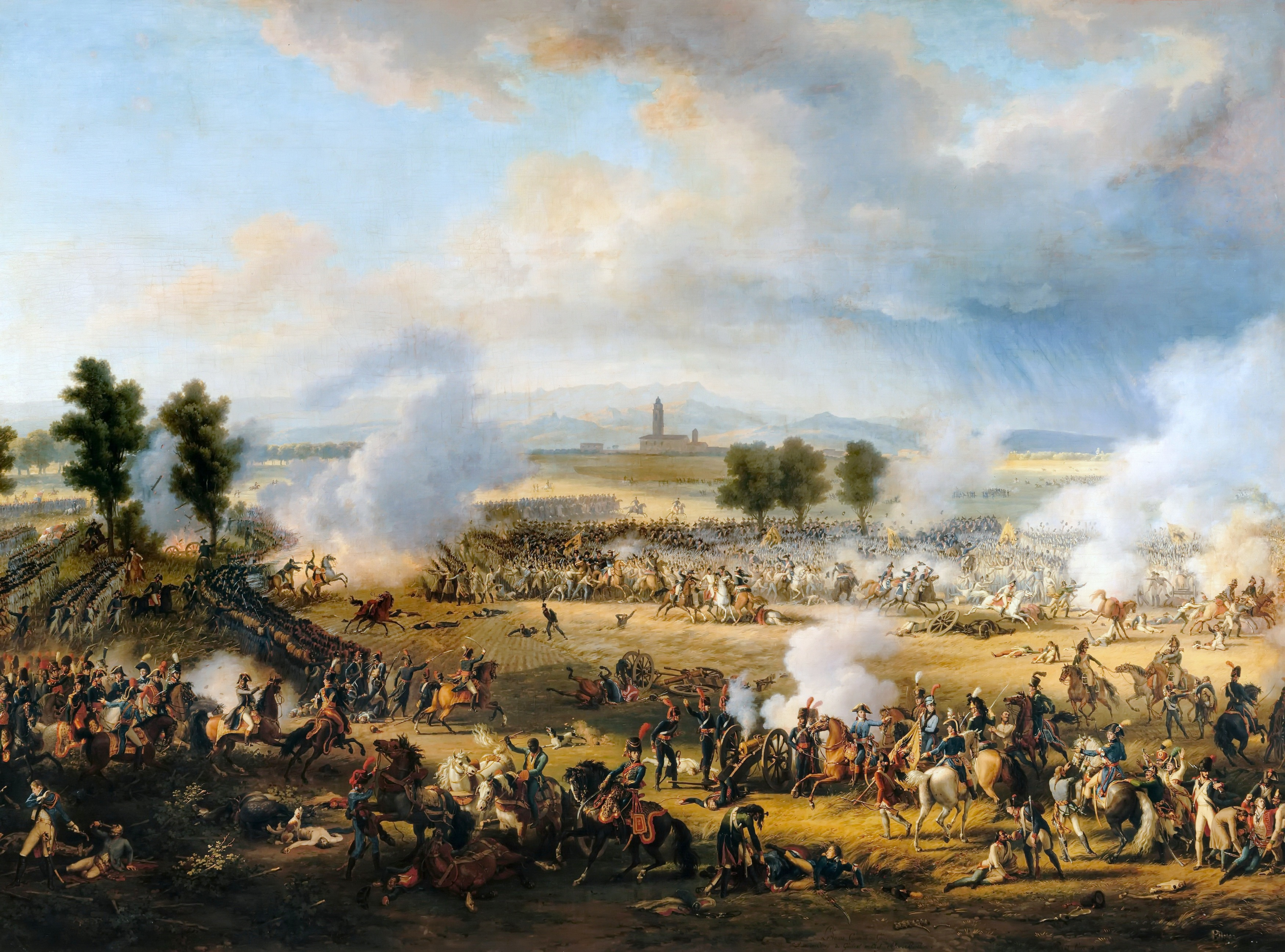

نُفذت الحملات الإيطالية والسويسرية عامي 1799 و1800 من قبل الجيش النمساوي الروسي المشترك تحت القيادة العامة للجنرال الروسي ألكسندر سوفوروف ضد القوات الفرنسية في بييمونتي ولومبارديا وسويسرا كجزء من الحملات الإيطالية للحروب الثورية الفرنسية بشكل عام وحرب التحالف الثاني على وجه الخصوص.

## الحملة الإيطالية
على الرغم من أنه بلغ من العمر سبعين عامًا تقريبًا بحلول عام 1799، فإن سوفوروف كان واحدًا من أكثر قادة العصر كفاءة وخبرة. فاز بما لا يقل عن ثلاثة وستين معركة خلال حياته العسكرية الطويلة، وعين مشيرًا ميدانيًا خلال عهد كاترين العظمى، على الرغم أن القيصر بول، ابنها وخلفها، قد طرده من منصبه، بعد أن تجرأ الجندي القديم على انتقاد قانون المشاة الإمبراطوري الجديد. لم يجرِ استدعاؤه إلا بعد أن طلب النمساويون بالتحديد تعيينه لقيادة الجيش النمساوي الروسي الموحد لمحاربة الفرنسيين في إيطاليا.
تولى سوفوروف القيادة في 19 أبريل، وحرك جيشه غربًا في مسيرة سريعة نحو نهر أدا، وغطى أكثر من 480 كيلومترًا (300 ميل) في ثمانية عشر يومًا فقط. في 27 أبريل هزم جان فيكتور مورو في معركة كاسانو. بعد فترة وجيزة، كتب سوفوروف لدبلوماسي روسي: «إن الأدا هو روبيكوني، وعبرناه فوق أجساد أعدائنا». في 29 أبريل دخل ميلان. بعد أسبوعين، مضى قدمًا إلى تورينو، بعد أن هزم مورو مرة أخرى في معركة مارنجو. استقبله ملك سردينيا كبطل ومنحه رتبة «أمير آل سافوي»، من بين الأوسمة الأخرى.
من نابولي، تحرك الجنرال ماكدونالد شمالًا لمساعدة مورو في يونيو. اتخذ سوفوروف المحصور بين جيشين القرار الجريء بتركيز قوته بالكامل ضد ماكدونالد، وضرب الفرنسيين عند نهر تريبيا، بالقرب من موقع فوز حنبعل العظيم في عام 218 قبل الميلاد. في مسيرة العودة إلى الشمال، طارد الجندي الذي لا يقهر الجيش الفرنسي بأكمله في إيطاليا باتجاه الريفييرا، واستولى على قلعة مانتوا القوية في 28 يوليو.
أعفي مورو من القيادة، ليحل محله جوبير. اندفع جوبير خلال ممر بوكيتا، هُزم وقتل في معركة مع سوفوروف في نوفي شمال جنوا. بعد سنوات عندما سُئل مورو، الذي كان حاضرًا أيضًا في نوفي، عن سوفوروف، أجاب: «ماذا يمكنك أن تقول عن جنرال حازم جدًا لدرجة خارقة، ومن يهلك نفسه ويترك جيشه يهلك حتى آخر رجل بدلًا من التراجع بوتيرة واحدة».

## الحملة السويسرية
في عام 1798 أعطى بول الأول الجنرال كورساكوف قيادة قوة استكشافية قوامها 30,000 رجل أرسِلت إلى ألمانيا للانضمام إلى النمسا في القتال ضد الجمهورية الفرنسية. في بداية عام 1799، حُوِلت القوة لإخراج الفرنسيين من سويسرا. بعد مغادرة روسيا في مايو، وصل كورساكوف إلى شتوكاخ في غضون 90 يومًا. مع 29,463 رجلًا، سارت قيادته بعد ذلك إلى زيورخ للانضمام إلى فيلق مكون من 25,000 رجل بقيادة الجنرال النمساوي فريدريش فون هوتزي، الذي هزم الجيش الفرنسي في معركة فينترتور في 27 مايو 1799. كان من المتوقع أن ينضم إليهم جيش ألكسندر سوفوروف من إيطاليا بعد السير عبر جبال الألب، لكن التضاريس وعمل العدو أعاقت تقدم سوفوروف. في غضون ذلك، انتظر كورساكوف بالقرب من زيورخ وكان مسترخيًا من فرط الثقة. بالاستفادة الكاملة من ذلك، هاجم الفرنسيون بقيادة أندريه ماسينا في 25 سبتمبر 1799، في معركة زيورخ الثانية، وانتصروا انتصارًا حاسمًا، وأجبِر كورساكوف على الانسحاب بسرعة إلى شافهاوزن، على الرغم من عدم ملاحقته من قبل الفرنسيين وأوامر سوفوروف له بالثبات في مكانه. ثم اتخذ كورساكوف موقعًا في شرق نهر الراين في معسكر دورفلينغن بين شافهاوزن وكونستانس، وبقي هناك بينما تُرك لماسينا حرية التعامل مع سوفوروف. كان يساره بقيادة كوندي مدفوعًا من كونستانس في 7 أكتوبر، في نفس اليوم الذي تقدم فيه من بوسينغن ضد شلات، لكنه في نهاية المطاف عاد عن طريق ماسينا، متخليًا عن قبضته على الضفة اليسرى لنهر الراين. انضم إلى الناجين التابعين لسوفوروف في لينداو في 18 أكتوبر، بعد فترة وجيزة من إعفائه من القيادة.

## النتيجة
على الرغم من أنه نجح في إنقاذ جيشه ولم يخسر معركة واحدة، فقد أثبتت مناورة سوفوروف المذهلة في إيطاليا وسويسرا عدم جدواها تمامًا. رُقي إلى رتبة القائد العام، وهو الرابع في التاريخ الروسي، وجرى استدعاؤه إلى سانت بطرسبرغ من قبل الإمبراطور بول.
ونتيجة لهذه الحملة، كتب سوفوروف قواعد تنفيذ العمليات العسكرية في الجبال. توفي في مايو 1800، قبل تحقيق طموحه الأكبر- وهو لقاء نابليون في ساحة المعركة. نشر ديمتري ميلوتين وصفًا مفصلًا للحملة في خمسة مجلدات في 1852-1853.
بقي سوفوروف يتذكر بوضوح أجزاءً من جبال الألب السويسرية التي مر بها جيشه. على الرغم من أن قواته الجائعة نهبت الريف العاري وكانت حملته غير مثمرة في نهاية المطاف، فإن الجنرال يُبجل باعتباره محرر من الفرنسيين المحتلين. تزين اللوحات تقريبًا كل مكان كان يأكل فيه أو ينام فيه في جبال الألب، وتُحفظ الكراسي والأسرة التي استخدمها كمعروضات. كُشف عن تمثال للفارس بالحجم الطبيعي في عام 1999 على ممر سانت غاذرد.